# 표양과해래간니
《표양과해래간니》(漂洋过海来看你)는 2017년 방송되었던 중국의 드라마이다.

## 줄거리
- MG여행기업의 영국지사임원인 쑤망은 결혼생활을 하며 아이가 생기지 않자 시어머니의 권유에 남편 몰래 얼굴도 모르는 남자의 정자기증을 받는다. 그 와중에 남편은 외도하고, 쑤망이 병원에 왔다갔다하는 것을 의심한다. 이로 인해 남편과 이혼하게 된 쑤망은 임신한 채 영국을 떠나 MG여행기업 상해지사 팀장으로 오기로 한다. 한편 상해 MG여행기업의 여행체험사로 근무하는 정추는, 여행지의 호텔, 관광 등을 직접 체험해보며 등급을 매기고 관리하는 일을 하고 있다. 평소처럼 여행지에서 일을 하고 있는 정추는 휴가차 방문한 쑤망과 호텔방이 겹쳐 우연히 마주치게 된다. 쑤망이 임산부인 것을 알고 여행지에서 배려하면서 티격태격하며 지내고 각자의 일상으로 돌아간 둘. 그러나 정추가 소속되어 있는 부서의 새 팀장이 바로 쑤망이고, 심지어 바로 앞집에 살게 된 둘! 쑤망은 임신한 사실을 숨기고 싶어하고, 이를 알고 있는 유일한 사람 정추! 앞으로 무슨 일이 벌어질까?

## 등장 인물
- 주아문 (朱亚文) - 정초 역
- 왕리쿤 - 소망 역
- 예칭 - 당과과 역
- 황백균 (黄柏钧) - 당명 역
- 왕연림 (王彥霖) - 소창 역
- 고양 (高洋) - 엄효추 역
- 마추자 (馬秋子) - 진산산 역
- 온벽하 (温碧霞) - 정미령 역
- 련개 (连凯) - 비혁 역
- 위안원캉 - 크리프 역